# Béthisy-Saint-Pierre
 Béthisy-Saint-Pierre  là một xã thuộc tỉnh Oise trong vùng Hauts-de-France phía bắc Pháp. Xã này nằm ở khu vực có độ cao trung bình 48 mét trên mực nước biển.